# المريض رقم صفر
المريض رقم صفر (بالإنجليزية: Patient zero)‏ أو الحالة الدالّة (بالإنجليزية: The index case)‏ مصطلح طبي يُشير إلى أول ملف يُسجلّ لمريض في علم الأوبئة، أو الحالة الأولى من متلازمة أو حالة مرضية (ليست مُعدية بالضرورة)؛ تُسجّل في الأدبيات الطبية، أسواء كان المريض يُعتقد بأنّه هو أول شخص مصاب بذلك المرض.